# 페르케델
페르케델(인도네시아어: Perkedel)은 인도네시아의 채소 튀김이다. 주로 으깬 감자를 튀기며 옥수수, 두부, 생선 등도 재료로 사용된다. 자와어로는 베게딜(자와어: begedil)라고 하며 말레이시아와 싱가포르에서는 이 명칭으로 알려져 있다.